# Eckerde
Eckerde (niederdeutsch Ecker) ist ein nordöstlicher Ortsteil der Stadt Barsinghausen am Rande der Region Hannover in Niedersachsen. Er liegt an der K240, die ihn mit den Nachbarorten Großgoltern westlich und Leveste östlich verbindet.

## Geschichte

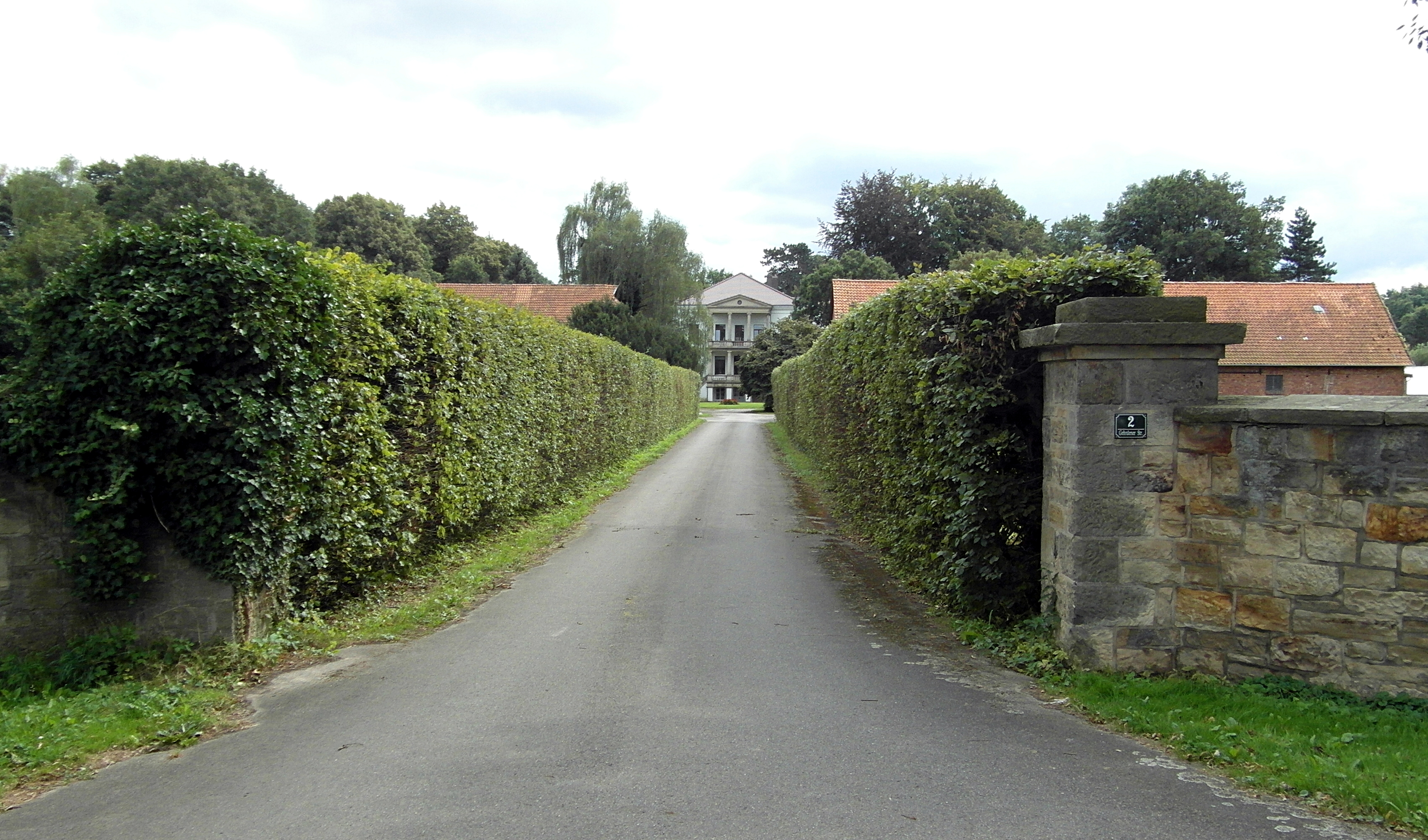
Rittergut Eckerde II

Am 1. Juli 1968 wurde Eckerde in die Gemeinde Goltern eingegliedert. Am 1. März 1974 erfolgte im Rahmen der Gebietsreform in Niedersachsen die Eingliederung der Gemeinde Goltern in die Stadt Barsinghausen, die heute über 18 Ortsteile verfügt.

## Politik

### Stadtrat und Bürgermeister
Eckerde wird auf kommunaler Ebene von dem Stadtrat der Stadt Barsinghausen vertreten.

### Wappen
| Wappen von Eckerde | Blasonierung: „In Gold, oben ein nach rechts schreitender roter Löwe, unten drei aus dem Schildfuß wachsende, bis an die Hinterpranken des Löwen reichende, rote Balken.“ |
| Wappen von Eckerde | Wappenbegründung: Das Wappen von Eckerde zeigt die Darstellung der schon Ende des 13. Jahrhunderts für ihre Verdienste um den Ort an der Kirchentür gesetzten Wappensteine des Adelsgeschlechtes „von Lo“. Mit dem roten Löwen (Leoparden) auf goldenem Grund wird in vertauschten Farben die jahrhundertelange Oberherrschaft der Welfenfürsten seit der Frühzeit symbolisiert. |

## Kultur und Sehenswürdigkeiten
- Das Rittergut Eckerde I gehört seit alters bis heute der Familie von Heimburg. Das Gutshaus wurde im 19. Jahrhundert anstelle eines abgebrannten Renaissancebaus errichtet, von dem noch ein Treppenturm vorhanden ist. Der nach historischen Plänen wiederhergestellte Gutspark mit altem Baumbestand ist denkmalgeschützt.
- Das Rittergut Eckerde II gehörte seit etwa 1300 bis ins 20. Jahrhundert der Adelsfamilie von Holle und kam im Erbgang an die Familie Ausmeyer. Abseits der ehemaligen Burgstelle[5] wurde 1827 ein einstöckiges Herrenhaus errichtet, das 1892 um eine zweite Etage ergänzt wurde. Dazu gehört ein 3 ha großer Landschaftspark.

## Baudenkmäler
- Liste der Baudenkmale in Eckerde